# Bessie Harvey
Bessie Harvey (* 11. Oktober 1929 in Dallas, Georgia; † 12. August 1994 in Alcoa, Tennessee) war eine afroamerikanische autodidaktische Künstlerin der Art brut, die vor allem Plastiken aus gefundenen Objekten, hauptsächlich Holzstücken- und wurzeln, schuf.

## Leben
Bessie Ruth White war die Tochter von Homer und Rosie Mae White. Sie wuchs als siebtes von dreizehn Kindern in ärmlichen und schwierigen Verhältnissen im ländlichen Georgia auf. Ihre Mutter war Alkoholikerin und ihr Vater starb, als sie vier oder fünf Jahre alt war. Als Kind war sie von kränklicher Konstitution, fühlte sie von ihrer Mutter ungeliebt und bezog Zuversicht nur aus ihrem Glauben. Ihren Werdegang beschrieb sie selbst mit: „Die Geschichte meines Lebens würde Wurzeln und Die Farbe Lila wie Märchen aussehen lassen.“ Über ihre Kindheit sagte sie: „Es gab nichts. Am Morgen stand man einfach auf, machte sich auf die Suche nach allem, was man finden konnte, und wenn man an dem Tag eine Mahlzeit finden konnte, hatte man Fortschritte gemacht.“ Sie besuchte die Schule nur bis zum Ende der vierten Klasse und ab den 1940er Jahren lebte sie in Alcoa im Bundesstaat Tennessee, wo sie ihren Lebensunterhalt mit verschiedenen Arbeiten im Dienstleistungsgewerbe und in der Industrie bestritt. Im Alter von 14 Jahren heiratete sie Charles Harvey und bekam elf Kinder, bis die Ehe 1968 geschieden wurde. In Folge sorgte sie alleine für ihre Kinder und bemühte sich ihnen eine unbelastete Kindheit zu ermöglichen. Ab Ende der 1960er Jahre bis 1983 war sie als Hilfskraft im Blount Memorial Hospital in Alcoa tätig.
An der jährlich stattfindenden Jahreskunst-Ausstellung des Blount Memorial Hospitals beteiligte sich Bessie Harvey 1974 mit einer Plastik eines großen Vogels, die sie „Banda“ nannte und die erstmals öffentliche Aufmerksamkeit errang. Darüber kam die Verbindung zur Cavin-Morris Gallery in New York zustande, die dann später ihre Arbeiten fast ausschließlich vertrieb. Sammler begannen, „die rohe Ausdruckskraft ihrer seltsamen, dunklen Figuren zu erkennen, und Harveys Ruf stieg Anfang der 1980er Jahre sprunghaft an“. 1983 verbrannte Bessie Harvey den Inhalt ihres Ateliers wegen lokaler Gerüchte, die ihre Arbeit wegen der aus Wurzeln gefertigten Plastiken in die Nähe von Voodoo rückten, setzte jedoch nach einigen Wochen ihre künstlerische Tätigkeit fort. Bessie Harvey starb im August 1994 in Alcoa.

## Werk
Bessie Harvey war tief gläubig und betrachtete ihr Talent zeitlebens als von Gott gesandt und als den wahren Schöpfer hinter jedem ihrer Werke, die ihr einerseits selbst Trost gaben als auch anderen Menschen die Liebe Gottes vermitteln sollten. Ihre Figuren zeugen sowohl von ihrer tiefen Religiosität als auch vom Stolz auf ihr afro-amerikanisches Erbe. Ihre Plastiken umfassen „Biblische Charaktere, afrikanische Vorfahren, Fabelwesen und Episoden aus der afroamerikanischen Geschichte“. Obwohl sie eine Vielzahl von Materialien verwendete, wurde sie vor allem durch ihre Holz- und Wurzelplastiken bekannt.
Bessie Harvey hatte nie eine künstlerische oder akademische Ausbildung erhalten. Um 1972 begann sie, Gesichter zu malen, die sie in Zweigen und Wurzeln sah und schuf kleine Puppen. Später gestaltete sie auch Werke mit biblischem Hintergrund und religiösen Symbolen aus gefundenen organischen Fundstücken wie Holzstöcken, Baumwurzeln und Ästen, die sie mit Muscheln oder Federn sowie Perlen, Ohrringen, Stoffen, Sprühfarbe und Modeschmuck in geheimnisvolle Assemblagen verwandelte. Daneben fertigte sie kleine Dioramen mit dem Thema afroamerikanisches Leben, damit afroamerikanische Kinder ihr Erbe besser verstehen können. Die weitgehend autobiografische Serie „Afrika in Amerika“ schuf sie als Lehrmittel für Kinder in ihrer Gemeinde. Bis 1994 umfasste die Serie mehr als zwanzig skulpturale anschauliche Dioramen, „die die Erfahrungen der Afroamerikaner während und nach der Ära der Sklaverei darstellten“. Nachdem ihre Werke mit gestalterischen und konzeptionellen Elementen afrikanischer Kunst verglichen wurden, entwickelte Bessie Harvey großes Interesse für dieses Thema sowie rituelle Traditionen, die sich in ihren späteren Werken und Titeln ihrer Arbeiten widerspiegelte.
Werke von Bessie Harvey befinden sich unter anderem in den Sammlungen folgender Museen: High Museum of Art, Hickory Museum of Art in Hickory, National Center of Afro-American Artists in Boston, Dallas Museum of Art, Carroll Reece Museum der East Tennessee State University in Johnson City, Whitney Museum of American Art, Smithsonian American Art Museum.

## Ausstellungen (Auswahl)
- 1987/88: Cavin-Morris Gallery, New York[2]
- 1989: Carroll Reece Museum der East Tennessee State University, Johnson City
- 1992: Dream Singers, Story Tellers. New Jersey State Museum, Trenton, New Jersey[6]
- 1993: Fisk University Galleries, Nashville
- 1995: Ausstellung einer Wurzelfigur bei der Whitney Biennial, Whitney Museum of American Art, New York City[12][13]
- 1995: Cavin-Morris Gallery, New York[10]
- 1997: Awakening the Spirits: Art by Bessie Harvey. Retrospektive, Knoxville Museum of Art, Knoxville, Tennessee[6][14]
- 2017: Woman Made. Hickory Museum of Art, Hickory, North Carolina[4]
- 2017/18: Revelations: Art from the African American South. De Young Museum, San Francisco[15]
- 2019: Souls Grown Deep: Artists of the African American South. Philadelphia Museum of Art, Philadelphia[16]
- 2020: We Will Walk – Art and Resistance in the American South. Turner Contemporary, Margate, Kent[17]
- 2022: Multitudes. American Folk Art Museum[18]
- 2022: We Are Made of Stories: Self-Taught Artists in the Robson Family Collection. Smithsonian American Art Museum, Washington[19]